# 黑暗救世主
《黑暗救世主》（又译作）是一款1996年出品的SEGA Saturn动作角色扮演游戏。这款游戏采用了特别的“平行剧情说明”系统。